# 第5艦隊 (アメリカ軍)
第5艦隊（だい5かんたい、U.S. Fifth Fleet）は、アメリカ海軍の艦隊。ペルシア湾、紅海、アラビア海から、ケニアまでの東アフリカを責任地域とし、バーレーンに司令部を置く。人員・機材は太平洋艦隊および大西洋艦隊から提供される為、専任艦船は保持していない。艦隊司令官(COMFIFTHFLT)は、アメリカ中央海軍司令官(COMUSNAVCENT)および対テロ戦争における多国籍部隊・合同海上部隊(Combined Maritime Forces)司令も兼務している。

## 沿革
アメリカ海軍史上、第5艦隊と呼ばれる序数艦隊（numbered fleet）が初めて編成されたのは、1944年4月26日、中部太平洋軍からの改組によってであった。この部隊は、前身の中部太平洋軍時代を含め、1943年から1945年までレイモンド・スプルーアンスが指揮をとっていた。この艦隊は、第二次世界大戦終結後、編成を解かれた。
第5艦隊が再編されたのは、1995年のことである。中東は、世界最大の産油地域であり、アメリカにとって重大な利害が存する地域であるにもかかわらず、この地域を責任地域とする常設の海軍部隊は設置されたことがなかった。例えば湾岸戦争の間、中東には多くのアメリカ海軍艦艇が展開したが、それらは第7艦隊の指揮を受けたが、太平洋艦隊または大西洋艦隊に属する艦艇であり、中東を主たる責任地域としているわけではなかった。
この問題に対して、1995年7月、新たに序数艦隊を編成し、この地域を担当させることが決定された。この決定に基づき、半世紀ぶりに第5艦隊の名称が復活した。この新第5艦隊は、部隊管理については海軍作戦本部（海軍作戦部長）の直轄であり、作戦指揮についてはアメリカ中央軍の構成コマンドのアメリカ中央海軍部隊でもあるため、中央軍司令官に報告する義務を負う。

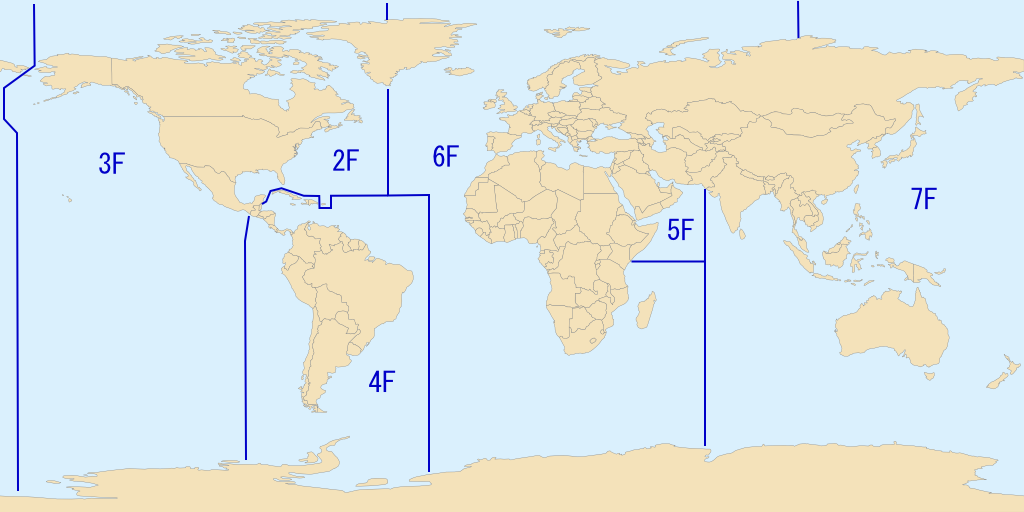
担当範囲(5F)2009年時点

その初期において、第5艦隊は通常、1個空母打撃群、1個水陸両用作戦即応群、複数の水上戦闘艦群、原子力潜水艦、海洋哨戒航空機、および補助艦艇群から成っていた。しかしながら、対テロ戦争が宣言されてから後、アメリカの海軍戦略は変更され、冷戦期に通例とされたような部隊展開は過去のものとなった。すなわち、世界のいくつもの場所で、一定数の艦船を常時維持することは行われなくなったのである。かわって、現在の通常の部隊配置では、1個空母打撃群、1個水陸両用即応群（または遠征打撃群）とそれらを支援する艦艇および航空機が、海上勤務の15,000人前後の兵員と陸上勤務の約1,000人の支援要員とともに配置されるようになっている。
第5艦隊の兵力は、2003年初頭にひとつのピークを迎えた。イラク戦争開戦直前のこの時、第5艦隊の指揮下には、5隻の航空母艦、6隻の揚陸艦、そしてそれらを護衛する艦艇が編入されており、それらに加えて30隻を超すイギリス海軍艦艇も指揮下にあった。4月のバグダード陥落後、それら大兵力の大部分は湾岸地域から撤退した。第5艦隊の兵力は、この地域できわめて深刻な緊張が起こるまで（また、起こらない限り）、ここ数年にわたって維持されている程度の低水準に留められるものと見られる。更にアメリカ国内にて資源確保の可能性が高まることと2010年以降のアメリカ政府の財政赤字により、アメリカによるこの地域への責任義務を疑問視する声も上がっていて、将来的には縮小、統合を望む声も出てきている。

## 所属任務艦隊(タスクフォース)
- 第50任務部隊（Task Force 50, TF50） — 戦闘部隊

空母打撃群（前方展開）×1個
- 第51任務部隊（TF51） — 水陸両用群

遠征打撃群×1個
- 第53任務部隊（TF53） — 兵站部隊
- 第54任務部隊（TF54） — 潜水艦部隊
- 第57任務部隊（TF57） — 哨戒・偵察部隊

哨戒・偵察航空機部隊（P-3・EP-3）
- 第58任務部隊（TF58） — 海上臨検部隊

ペルシア湾北部に展開。太平洋戦争時の第5艦隊に於ける機動部隊の名称としても知られる。
- 第59任務部隊（TF59） — 遠征部隊/非常対応部隊（Expeditionary Force/Contingency Force）

必要に応じて編成。2006年7月から8月にかけてのレバノンからの民間人脱出作戦に際して編成されたのが直近の例である。